# تصفيات بطولة أوروبا للشباب تحت 19 سنة لكرة القدم 2011
تصفيات بطولة أوروبا تحت 19 سنة 2011 (مرحلة التصفيات) هي المرحلة الأولى من التصفيات المؤهلة إلى بطولة أوروبا للشباب تحت 19 سنة لكرة القدم 2011 في رومانيا. البطولة النهائية من بطولة أوروبا للشباب تحت 19 سنة لكرة القدم 2011 سوف تكون مسبوقة من قبل مرحلتين تصفيات: مرحلة أولى ومرحلة المنتخبات الأفضل من المرحلة الأولى. خلال هذه المراحل، 52 منتخب وطني ستتنافس لتحديد سبعة فرق لكي ينضموا إلى الدولة المضيفة المتأهلة مباشرتاً رومانيا.
مباريات المرحلة الأولى سوف تلعب من 28 سبتمبر وحتى 30 أكتوبر 2010. المنتخبات ال 52 تم تقسيمهم إلى ثلاثة عشر مجموعة تضم أربعة فرق، حيث تنافس كل مجموعة كما يجري التنافس في بطولة المصغرة، ستم استضافة المباريات من قبل أحد فرق المجموعة. بعد أن تلعب كل المباريات، وبطل المجموعة ووصيفها من 13 مجموعة - سوف يعبروا إلى المرحلة الثانية. جنباً إلى الفائز 26 والفرق الوصيفة، وأفضل ثالثين في المجموعات يتأهلون إلى المرحلة الثانية.

## مرحلة التصفيات الأولى للمجموعات

### المجموعة 1
| الفريق    | لعب | ف | ت | خ | له | عليه | +/- | نقاط |
| --------- | --- | - | - | - | -- | ---- | --- | ---- |
| تركيا     | 3   | 2 | 1 | 0 | 10 | 5    | 5+  | 7    |
| ويلز      | 3   | 0 | 2 | 0 | 6  | 5    | 1+  | 5    |
| آيسلندا   | 3   | 1 | 0 | 2 | 6  | 4    | 2+  | 3    |
| كازاخستان | 3   | 0 | 1 | 2 | 2  | 10   | 8−  | 1    |

| تركيا                                                | 3 – 3 | ويلز                                                                |
| ---------------------------------------------------- | ----- | ------------------------------------------------------------------- |
| إنغين باكديمير 7' · عوفوك أوزبك 59' · محمد ديمير 61' | تقرير | أآرون هولواي 57' · توم برادشاو 90+1' · آدم ماثيوس 90+4' (ركلة جزاء) |

| آيسلندا                                                                                   | 4 – 0 | كازاخستان |
| ----------------------------------------------------------------------------------------- | ----- | --------- |
| أولافور كارل فينسن 13'، 61' · أندري رافن يومون 24' · غودموندور تورارينسون 33' (ركلة جزاء) | تقرير |           |

| تركيا                                                                           | 5 – 1 | كازاخستان            |
| ------------------------------------------------------------------------------- | ----- | -------------------- |
| إنغين باكديمير 44'، 82' · عمر شاهينير 47' · أورهان غوله 51' · حسن أحمد ساري 58' | تقرير | باويرزان بايتانا 38' |

| ويلز                                              | 2 – 1 | آيسلندا                              |
| ------------------------------------------------- | ----- | ------------------------------------ |
| بيلي بودين 56' (ركلة جزاء) · إليوت تشامبرلاين 80' | تقرير | غودموندور تورارينسون 35' (ركلة جزاء) |

| آيسلندا                    | 1 – 2 | تركيا                                |
| -------------------------- | ----- | ------------------------------------ |
| كريستيان غاوتي إميلسون 48' | تقرير | محمد ديمير 57' · حسن أحمد ساري 90+4' |

| كازاخستان          | 1 – 1 | ويلز                 |
| ------------------ | ----- | -------------------- |
| سيايات ساريييف 67' | تقرير | إليوت تشامبرلاين 51' |

### المجموعة 2
| الفريق     | لعب | ف | ت | خ | له | عليه | +/- | نقاط |
| ---------- | --- | - | - | - | -- | ---- | --- | ---- |
| إستونيا    | 3   | 2 | 0 | 1 | 6  | 2    | 4+  | 6    |
| النرويج    | 3   | 2 | 0 | 1 | 9  | 4    | 5+  | 6    |
| إسكتلندا   | 3   | 2 | 0 | 1 | 11 | 5    | 6+  | 6    |
| ليختنشتاين | 3   | 0 | 0 | 3 | 0  | 15   | 15– | 0    |

| إسكتلندا | 7 – 0 | ليختنشتاين |
| --- | ----- | ---------- |
| كيران برينان 31' · جيمس كيتينغز 42'، 55'، 67' (ركلة جزاء) · كالوم ماكغريغور 61' · ديلان ماكغوش 89' · دالي هيلسون 90+1' | تقرير |            |

| النرويج | 0 – 2 | إستونيا              |
| ------- | ----- | -------------------- |
|         | تقرير | ألكسي بيلوف 40'، 56' |

| ليختنشتاين | 0 – 5 | النرويج                                                              |
| ---------- | ----- | -------------------------------------------------------------------- |
|            | تقرير | غوستاف فالسفيك 21' · هوفارد نيلسن 28' · موشاغا باكينجا 42'، 61'، 66' |

| إسكتلندا                              | 2 – 1 | إستونيا        |
| ------------------------------------- | ----- | -------------- |
| دالي هيلسون 37' · كالوم ماكغريغور 47' | تقرير | أرتر راتيل 79' |

| النرويج                                             | 4 – 2 | إسكتلندا                                                          |
| --------------------------------------------------- | ----- | ----------------------------------------------------------------- |
| فريدريك غولبرانسين 20' · أورجان هوبين 48'، 56'، 77' | تقرير | جيمس كيتينغز 35' (ركلة جزاء) · ماجنار أوديغارد 81' (هدف في مرماه) |

| إستونيا                                    | 3 – 0 | ليختنشتاين |
| ------------------------------------------ | ----- | ---------- |
| أرتر راتيل 12'، 50' · كارل أيرك لويغند 25' | تقرير |            |

### المجموعة 3
| الفريق   | لعب | ف | ت | خ | له | عليه | +/- | نقاط |
| -------- | --- | - | - | - | -- | ---- | --- | ---- |
| البرتغال | 3   | 1 | 2 | 0 | 6  | 3    | 3+  | 5    |
| اليونان  | 3   | 1 | 1 | 1 | 2  | 2    | 0   | 4    |
| أذربيجان | 3   | 1 | 1 | 1 | 5  | 3    | 2+  | 4    |
| جورجيا   | 3   | 1 | 0 | 3 | 1  | 6    | 5−  | 3    |

| اليونان | 0 – 1 | جورجيا                   |
| ------- | ----- | ------------------------ |
|         | تقرير | تورنيك أوكريانيشفيلي 89' |

| البرتغال                   | 2 – 2 | أذربيجان                               |
| -------------------------- | ----- | -------------------------------------- |
| روبن بينتو 78' · بروما 87' | تقرير | ميرحسين سيدوف 28' · تورال إسكندروف 48' |

| اليونان               | 1 – 0 | أذربيجان |
| --------------------- | ----- | -------- |
| مافروديس بوجايديس 41' | تقرير |          |

| جورجيا | 0 – 3 | البرتغال                                      |
| ------ | ----- | --------------------------------------------- |
|        | تقرير | ريكاردو إيسغايو 23' · بيتينهو 35' · بروما 61' |

| البرتغال        | 1 – 1 | اليونان              |
| --------------- | ----- | -------------------- |
| فيليبي باروس 7' | تقرير | أبوستولوس فيليوس 49' |

| أذربيجان                                    | 3 – 0 | جورجيا |
| ------------------------------------------- | ----- | ------ |
| ألكساندر غروس 54' · تورال إسكندروف 75'، 79' | تقرير |        |

### المجموعة 4
| الفريق   | لعب | ف | ت | خ | له | عليه | +/- | نقاط |
| -------- | --- | - | - | - | -- | ---- | --- | ---- |
| أوكرانيا | 3   | 2 | 0 | 1 | 4  | 2    | 2+  | 6    |
| روسيا    | 3   | 2 | 0 | 1 | 7  | 5    | 2+  | 6    |
| الدنمارك | 3   | 2 | 0 | 1 | 5  | 3    | 2+  | 6    |
| السويد   | 3   | 0 | 0 | 3 | 2  | 8    | 6−  | 0    |

| روسيا                                                                             | 4 – 2 | السويد                    |
| --------------------------------------------------------------------------------- | ----- | ------------------------- |
| نيكولاي إيفانيكوف 7' · ألكساندر كوزلوف 54' · إيغور كيريف 80' · نيكيتا بوشوروف 90' | تقرير | أوسكار هيلييمارك 42'، 60' |

| أوكرانيا                 | 2 – 0 | الدنمارك |
| ------------------------ | ----- | -------- |
| بيليب بودكيفسكي 33'، 76' | تقرير |          |

| السويد | 0 – 1 | أوكرانيا          |
| ------ | ----- | ----------------- |
|        | تقرير | إيفان أورديتش 68' |

| روسيا               | 1 – 2 | الدنمارك                                |
| ------------------- | ----- | --------------------------------------- |
| ألكساندر كوزلوف 63' | تقرير | داريو دوميتش 89' · كاسبر أوفينبرغ 90+3' |

| أوكرانيا                | 1 – 2 | روسيا                |
| ----------------------- | ----- | -------------------- |
| أولكساندر كالافاييف 37' | تقرير | جورجي نوروف 57'، 72' |

| الدنمارك                                                      | 3 – 0 | السويد |
| ------------------------------------------------------------- | ----- | ------ |
| نيكلاس أنديرسن 5' (هدف بالخطأ) · ماتس ديتمر فيلسوم 68'، 90+1' | تقرير |        |

### المجموعة 5
| الفريق          | لعب | ف | ت | خ | له | عليه | +/- | نقاط |
| --------------- | --- | - | - | - | -- | ---- | --- | ---- |
| بيلاروس         | 3   | 2 | 0 | 1 | 5  | 4    | 1+  | 6    |
| مقدونيا         | 3   | 1 | 1 | 1 | 2  | 4    | 2–  | 4    |
| جمهورية التشيك  | 3   | 1 | 1 | 1 | 3  | 1    | 2+  | 4    |
| البوسنة والهرسك | 3   | 0 | 2 | 1 | 1  | 2    | 1–  | 2    |

| بيلاروس                            | 2 – 1 | البوسنة والهرسك      |
| ---------------------------------- | ----- | -------------------- |
| سيرغي غليبكو 10' · أرتر بومبيل 55' | تقرير | 32' هاريس سيفيروفيتش |

| جمهورية التشيك | 0 – 1 | مقدونيا              |
| -------------- | ----- | -------------------- |
|                | تقرير | 50' ماركو سيمونوفسكي |

| بيلاروس                                                   | 3 – 0 | مقدونيا |
| --------------------------------------------------------- | ----- | ------- |
| سيرغي غليبكو 58' · فاديم ييفلاش 75' · جيرغوري شاتالوف 90' | تقرير |         |

| البوسنة والهرسك | 0 – 0 | جمهورية التشيك |
| --------------- | ----- | -------------- |
|                 | تقرير |                |

| جمهورية التشيك                                                 | 3 – 0 | بيلاروس |
| -------------------------------------------------------------- | ----- | ------- |
| لاديسلاف كرايتشي 74' · فويتيتش ستوستر 86' · توماش جيلجيك 1+90' | تقرير |         |

| مقدونيا                               | 1 – 1 | البوسنة والهرسك     |
| ------------------------------------- | ----- | ------------------- |
| هارون حسينباهيتش 1+45' (هدف في مرماه) | تقرير | 8' هاريس سيفيروفيتش |

### المجموعة 6
| الفريق  | لعب | ف | ت | خ | له | عليه | +/- | نقاط |
| ------- | --- | - | - | - | -- | ---- | --- | ---- |
| المجر   | 3   | 2 | 0 | 1 | 3  | 1    | 2+  | 6    |
| بولندا  | 3   | 1 | 1 | 1 | 2  | 2    | 0   | 4    |
| مولدوفا | 3   | 1 | 1 | 1 | 3  | 6    | 3–  | 4    |
| فنلندا  | 3   | 1 | 0 | 2 | 6  | 5    | 1+  | 3    |

| المجر | 0 – 1 | مولدوفا          |
| ----- | ----- | ---------------- |
|       | تقرير | إيغور ديما 45+1' |

| بولندا                              | 2 – 0 | فنلندا |
| ----------------------------------- | ----- | ------ |
| ميتشال زيرو 23' · رافال بيترزاك 82' | تقرير |        |

| المجر          | 1 – 0 | فنلندا |
| -------------- | ----- | ------ |
| بنسي إيليك 43' | تقرير |        |

| مولدوفا | 0 – 0 | بولندا |
| ------- | ----- | ------ |
|         | تقرير |        |

| بولندا | 0 – 2 | المجر                                |
| ------ | ----- | ------------------------------------ |
|        | تقرير | إيستفان كوفاكس 3' · كسابا بونسزوك 4' |

| فنلندا                                                                                             | 6 – 2 | مولدوفا              |
| -------------------------------------------------------------------------------------------------- | ----- | -------------------- |
| تيم فايرينين 3' · سامو نيمينين 42'، 56' · كارل جينكينسون 46' · لوم ريشهيبي 79' · جوهو ليهتينين 84' | تقرير | فاديم راتيا 26'، 60' |

### المجموعة 7
| الفريق   | لعب | ف | ت | خ | له | عليه | +/- | نقاط |
| -------- | --- | - | - | - | -- | ---- | --- | ---- |
| إيطاليا  | 3   | 3 | 0 | 0 | 8  | 2    | 6+  | 9    |
| كرواتيا  | 3   | 1 | 1 | 1 | 5  | 6    | 1–  | 4    |
| لاتفيا   | 3   | 1 | 0 | 2 | 4  | 5    | 1–  | 3    |
| جزر فارو | 3   | 0 | 1 | 2 | 3  | 7    | 4–  | 1    |

| كرواتيا                                  | 2 – 2 | جزر فارو                            |
| ---------------------------------------- | ----- | ----------------------------------- |
| أنتونيو جاركوليش 42' · أرماندو مانسي 65' | تقرير | غيلي سورينسن 35' · هالور هانسون 82' |

| إيطاليا                               | 2 – 1 | لاتفيا                |
| ------------------------------------- | ----- | --------------------- |
| فيديريكو كارارو 11' · سيمون فيردي 71' | تقرير | أرتجون لونشجاكوفس 52' |

| إيطاليا | 3 – 0 | جزر فارو |
| ------- | ----- | -------- |
|         | تقرير |          |

| لاتفيا | 1 – 2 | كرواتيا |
| ------ | ----- | ------- |
|        | تقرير |         |

| كرواتيا           | 1 – 3 | إيطاليا                                                                    |
| ----------------- | ----- | -------------------------------------------------------------------------- |
| أرماندو مانسي 88' | تقرير | بيتار باسيتش 9' (هدف بالخطأ) · ماتيا سبيتساني 21' · ألبيرتو ليبيرتاتسي 85' |

| جزر فارو         | 1 – 2 | لاتفيا                                                       |
| ---------------- | ----- | ------------------------------------------------------------ |
| غيلي سورينسن 31' | تقرير | أدريشس أوميلجانوفيكس 45+1' (ركلة جزاء) · جوريشس هالومينس 86' |

### المجموعة 8
| الفريق  | لعب | ف | ت | خ | له | عليه | +/- | نقاط |
| ------- | --- | - | - | - | -- | ---- | --- | ---- |
| بلجيكا  | 3   | 3 | 0 | 0 | 8  | 2    | 6+  | 9    |
| إنجلترا | 3   | 2 | 0 | 1 | 11 | 3    | 8+  | 6    |
| قبرص    | 3   | 0 | 1 | 2 | 1  | 8    | 7−  | 1    |
| ألبانيا | 3   | 0 | 1 | 2 | 1  | 8    | 7−  | 1    |

| إنجلترا | 6 – 1 | ألبانيا                       |
| --- | ----- | ----------------------------- |
| جوشوا ماكايرهان 16' · هاري كاين 18'، 72' · كونور وكيهام 44' · جونيو شلفي 78' (ركلة جزاء) · بينيك أفوبي 88' | تقرير | فاسيل أسقرتاج 76' (ركلة جزاء) |

| بلجيكا                                                                | 4 – 1 | قبرص                   |
| --------------------------------------------------------------------- | ----- | ---------------------- |
| أليساندرو سيريجوني 8'، 64' · بيغين يالا لوسالا 62' · ثورغان هازرد 68' | تقرير | أونيسيفوروس روشياس 37' |

| قبرص | 0 – 4 | إنجلترا                                    |
| ---- | ----- | ------------------------------------------ |
|      | تقرير | بينيك أفوبي 4'، 33'، 74' · جونيو شيفلي 54' |

| بلجيكا                                      | 2 – 0 | ألبانيا |
| ------------------------------------------- | ----- | ------- |
| أليساندرو سيريجوني 75' · مارنيك فيرنيجل 83' | تقرير |         |

| إنجلترا       | 1 – 2 | بلجيكا                                         |
| ------------- | ----- | ---------------------------------------------- |
| مايكل نجو 86' | تقرير | بول خوسي مبوكو 45+6' · هانيس فان دير بروغن 88' |

| ألبانيا | 0 – 0 | قبرص |
| ------- | ----- | ---- |
|         | تقرير |      |

### المجموعة 9
| الفريق   | لعب | ف | ت | خ | له | عليه | +/- | نقاط |
| -------- | --- | - | - | - | -- | ---- | --- | ---- |
| هولندا   | 3   | 3 | 0 | 0 | 7  | 0    | 7+  | 9    |
| سلوفاكيا | 3   | 2 | 0 | 1 | 5  | 2    | 3+  | 6    |
| سلوفينيا | 3   | 1 | 0 | 2 | 5  | 3    | 2+  | 3    |
| مالطا    | 3   | 0 | 0 | 3 | 0  | 12   | 12− | 0    |

| سلوفاكيا                                                                        | 4 – 0 | مالطا |
| ------------------------------------------------------------------------------- | ----- | ----- |
| ميشال كامينشيك 41' · توماش ميكينيتش 45+1' · ميش شكفاركا 62' · مارتن فرابليك 90' | تقرير |       |

| هولندا                         | 2 – 0 | سلوفينيا |
| ------------------------------ | ----- | -------- |
| جودي لوكوكي 63' · آدم ماهر 90' | تقرير |          |

| هولندا                                     | 3 – 0 | مالطا |
| ------------------------------------------ | ----- | ----- |
| شابير إيسوفي 52' · لوك كاستايغنوس 55'، 86' | تقرير |       |

| سلوفينيا | 0 – 1 | سلوفاكيا              |
| -------- | ----- | --------------------- |
|          | تقرير | ميشال فيلكوفسكي 90+2' |

| سلوفاكيا | 0 – 2 | هولندا                               |
| -------- | ----- | ------------------------------------ |
|          | تقرير | برونو مارتينس إندي 3' · أولا جون 54' |

| مالطا | 0 – 5 | سلوفينيا                                                          |
| ----- | ----- | ----------------------------------------------------------------- |
|       | تقرير | دينو ستانجيك 7'، 37' · إنيج جيلينيك 33'، 42' · فيليب فالينسيج 90' |

### المجموعة 10
| الفريق          | لعب | ف | ت | خ | له | عليه | +/- | نقاط |
| --------------- | --- | - | - | - | -- | ---- | --- | ---- |
| صربيا           | 3   | 3 | 0 | 0 | 7  | 0    | 7+  | 9    |
| جمهورية أيرلندا | 3   | 2 | 0 | 1 | 7  | 2    | 5+  | 6    |
| بلغاريا         | 3   | 1 | 0 | 2 | 4  | 5    | 1−  | 3    |
| لوكسمبورغ       | 3   | 0 | 0 | 3 | 0  | 11   | 11− | 0    |

| جمهورية أيرلندا                                                                                        | 5 – 0 | لوكسمبورغ |
| --- | ----- | --------- |
| روبرت برادي 35' (ركلة جزاء) · ستيفين مكدونيل 37' · سين مكغينتي 45+1' · مايكل رافتر 80' · كراي والش 90' | تقرير |           |

| صربيا                                                       | 3 – 0 | بلغاريا |
| ----------------------------------------------------------- | ----- | ------- |
| داركو براشاناك 23' · لوكا ميلونوفيتش 82' · أندري مركيلا 90' | تقرير |         |

| جمهورية أيرلندا                   | 2 – 1 | بلغاريا         |
| --------------------------------- | ----- | --------------- |
| سين مكغينتي 48' · روبرت برادي 77' | تقرير | جورجو أمزين 40' |

| لوكسمبورغ | 0 – 3 | صربيا                                                                  |
| --------- | ----- | ---------------------------------------------------------------------- |
|           | تقرير | لوكا ميلونوفيتش 31' · ديوردجي دسبوتوفيتش 35' · نيكولا ستويلجكوفيتش 75' |

| صربيا               | 1 – 0 | جمهورية أيرلندا |
| ------------------- | ----- | --------------- |
| لوكا ميلونوفيتش 71' | تقرير |                 |

| بلغاريا                                                                 | 3 – 0 | لوكسمبورغ |
| ----------------------------------------------------------------------- | ----- | --------- |
| جورجي ميلانوف 12' · إريك بوشانسكي 45' · إليان كابيتانوف 78' (ركلة جزاء) | تقرير |           |

### المجموعة 11
| الفريق   | لعب | ف | ت | خ | له | عليه | +/- | نقاط |
| -------- | --- | - | - | - | -- | ---- | --- | ---- |
| إسبانيا  | 0   | 0 | 0 | 0 | 0  | 0    | 0   | 0    |
| إسرائيل  | 0   | 0 | 0 | 0 | 0  | 0    | 0   | 0    |
| أرمينيا  | 0   | 0 | 0 | 0 | 0  | 0    | 0   | 0    |
| ليتوانيا | 0   | 0 | 0 | 0 | 0  | 0    | 0   | 0    |

### المجموعة 12
| الفريق       | لعب | ف | ت | خ | له | عليه | +/- | نقاط |
| ------------ | --- | - | - | - | -- | ---- | --- | ---- |
| فرنسا        | 3   | 3 | 0 | 0 | 6  | 0    | 6+  | 9    |
| الجبل الأسود | 3   | 1 | 1 | 1 | 6  | 3    | 3+  | 4    |
| النمسا       | 3   | 1 | 1 | 1 | 5  | 2    | 3+  | 4    |
| سان مارينو   | 3   | 0 | 0 | 3 | 0  | 12   | 12− | 0    |

| فرنسا                                                     | 3 – 0 | سان مارينو |
| --------------------------------------------------------- | ----- | ---------- |
| أنثوني ديروارد 21' · إدريس سعدي 66' · جوردان ميغنون 90+2' | تقرير |            |

| النمسا               | 1 – 1 | الجبل الأسود      |
| -------------------- | ----- | ----------------- |
| دانييل أوفينباخر 22' | تقرير | ستيفان موغوشا 39' |

| فرنسا                                    | 2 – 0 | الجبل الأسود |
| ---------------------------------------- | ----- | ------------ |
| نيسكينس كيبانجو 17' · أنثوني ديروارد 42' | تقرير |              |

| سان مارينو | 0 – 4 | النمسا                                                          |
| ---------- | ----- | --------------------------------------------------------------- |
|            | تقرير | روبرت زولج 11'، 53' · دانييل أوفينباخر 36' · ألكسندر أسخاور 69' |

| النمسا | 0 – 1 | فرنسا             |
| ------ | ----- | ----------------- |
|        | تقرير | إسحاق بلفوديل 26' |

| الجبل الأسود                                                        | 5 – 0 | سان مارينو |
| ------------------------------------------------------------------- | ----- | ---------- |
| ستيفان موغوشا 17'، 57' · ديان برزيكا 34' · ماركو فوكسيفيتش 66'، 89' | تقرير |            |

### المجموعة 13
| الفريق           | لعب | ف | ت | خ | له | عليه | +/- | نقاط |
| ---------------- | --- | - | - | - | -- | ---- | --- | ---- |
| ألمانيا          | 3   | 2 | 1 | 0 | 14 | 3    | 11+ | 7    |
| سويسرا           | 3   | 1 | 2 | 0 | 8  | 2    | 6+  | 5    |
| أيرلندا الشمالية | 3   | 1 | 1 | 1 | 3  | 3    | 0   | 4    |
| أندورا           | 3   | 0 | 0 | 3 | 1  | 18   | 17− | 0    |

| ألمانيا | 10 – 0 | أندورا |
| --- | ------ | ------ |
| كيفين فولاند 36'، 66'، 85'، 90' · لينارت ثي 44'، 78' · موريتز لايتنر 60'، 71' · شقودران مصطفي 68' · جوناثان فيريرا 82' (هدف بالخطأ) | تقرير  |        |

| سويسرا | 0 – 0 | أيرلندا الشمالية |
| ------ | ----- | ---------------- |
|        | تقرير |                  |

| ألمانيا                                 | 2 – 1 | أيرلندا الشمالية   |
| --------------------------------------- | ----- | ------------------ |
| موريتز لايتنر 59' · شقودران مصطفي 90+3' | تقرير | ليام مكاليندان 87' |

| أندورا | 0 – 6 | سويسرا |
| ------ | ----- | --- |
|        | تقرير | أديريتو شاروا 1' (هدف بالخطأ) · لوريز بينيتو 18' · هاريس سيفيروفيتش 29'، 70' · إيغور مجاتوفيتش 42' · ريمو فريولر 71' |

| سويسرا                                              | 2 – 2 | ألمانيا                |
| --------------------------------------------------- | ----- | ---------------------- |
| غرانيت شاهكا 14' · ريكاردو رودريجيز 35' (ركلة جزاء) | تقرير | إلياس كاشونغا 19'، 70' |

| أيرلندا الشمالية                      | 2 – 1 | أندورا            |
| ------------------------------------- | ----- | ----------------- |
| ليام مكاليندان 45' · جايمس غراي 90+5' | تقرير | دييغو مارينهو 60' |

### ترتيب اصحاب المركز الثالث
سيتم فرز نتائج المنتخبات صاحبة المركز الثالث مع نتائج الفرق الأخرى. وسو يتم تحديد منتخب 2 سيتأهلوا إلى الدور الثاني.
| المجموعة | المنتخب          | لعب | فوز | تعادل | خسر | له | عليه | فرق | نقاط |
| -------- | ---------------- | --- | --- | ----- | --- | -- | ---- | --- | ---- |
| 6        | مولدوفا          | 2   | 1   | 1     | 0   | 1  | 0    | +1  | 4    |
| 5        | جمهورية التشيك   | 2   | 1   | 0     | 1   | 3  | 1    | +2  | 3    |
| 2        | إسكتلندا         | 2   | 1   | 0     | 1   | 4  | 5    | −1  | 3    |
| 4        | الدنمارك         | 2   | 1   | 0     | 1   | 2  | 3    | –1  | 3    |
| 3        | أذربيجان         | 2   | 0   | 1     | 1   | 2  | 3    | –1  | 1    |
| 12       | النمسا           | 2   | 0   | 1     | 1   | 1  | 2    | –1  | 1    |
| 13       | أيرلندا الشمالية | 2   | 0   | 1     | 1   | 1  | 2    | –1  | 1    |
| 1        | آيسلندا          | 2   | 0   | 0     | 2   | 2  | 4    | –2  | 0    |
| 7        | لاتفيا           | 2   | 0   | 0     | 2   | 2  | 4    | –2  | 0    |
| 9        | سلوفينيا         | 2   | 0   | 0     | 2   | 0  | 3    | –3  | 0    |
| 10       | بلغاريا          | 2   | 0   | 0     | 2   | 1  | 5    | –4  | 0    |
| 11       | أرمينيا          | 2   | 0   | 0     | 2   | 0  | 6    | –6  | 0    |
| 8        | قبرص             | 2   | 0   | 0     | 2   | 1  | 8    | –7  | 0    |

## المنتخبات المتأهلة إلى الدور الثاني
- بلجيكا
- بيلاروس
- كرواتيا
- جمهورية التشيك
- إنجلترا
- إسبانيا
- إستونيا
- فرنسا
- ألمانيا
- اليونان
- المجر
- جمهورية أيرلندا
- إسرائيل
- إيطاليا
- مولدوفا
- مقدونيا
- الجبل الأسود
- هولندا
- النرويج
- بولندا
- البرتغال
- روسيا
- صربيا
- سويسرا
- سلوفاكيا
- تركيا
- أوكرانيا
- ويلز

## وصلات إضافية
- موقع الويفا